# Valvatida
A Valvatida a tengericsillagok (Asteroidea) osztályának egyik rendje. Ebbe a rendbe 13 különböző család tartozik. Mint a legtöbb tengericsillagnak, ezeknek is öt karjuk van, viszont nem nőnek nagyra.

## Rendszerezés
- Granulosina  alrend
  - Archasteridae
  - Chaetasteridae
  - Goniasteridae
  - Odontasteridae
  - Ophidiasteridae
  - Oreasteridae
- Tumulosina  alrend
  - Sphaerasteridae

## Fordítás
- Ez a szócikk részben vagy egészben  a   Klappensterne című német Wikipédia-szócikk ezen változatának fordításán alapul.  Az eredeti cikk szerkesztőit annak laptörténete sorolja fel. Ez a jelzés csupán a megfogalmazás eredetét és a szerzői jogokat jelzi, nem szolgál a cikkben szereplő információk forrásmegjelöléseként.

## Képek

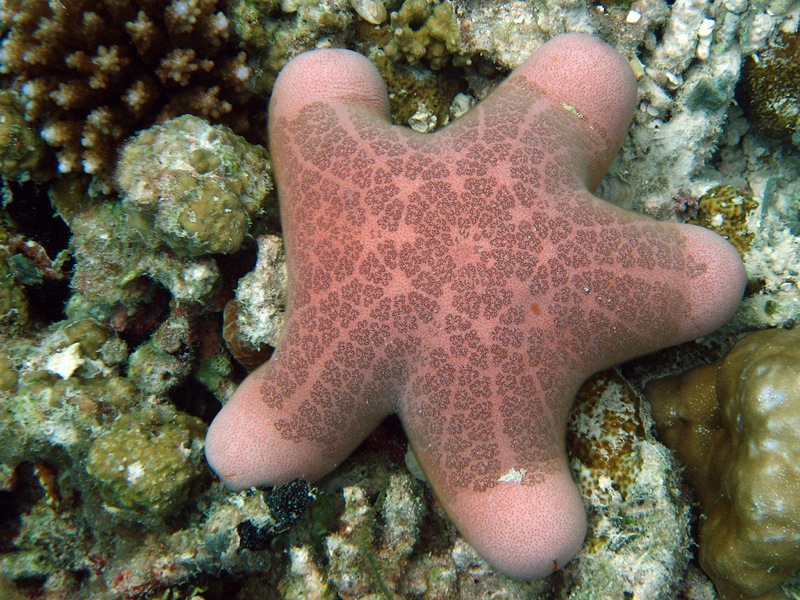
Choriaster granulatus
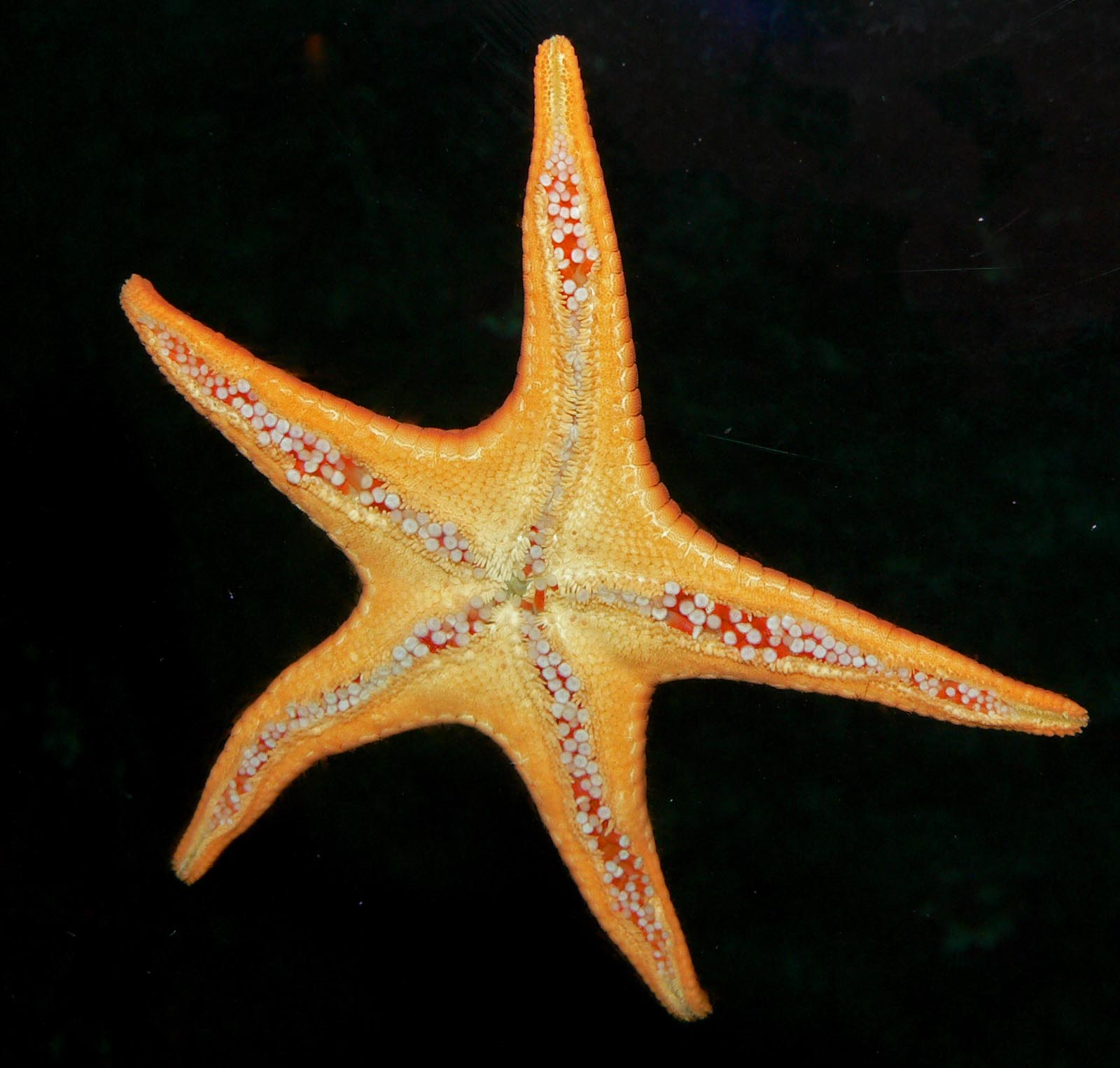
Mediaster aequalis
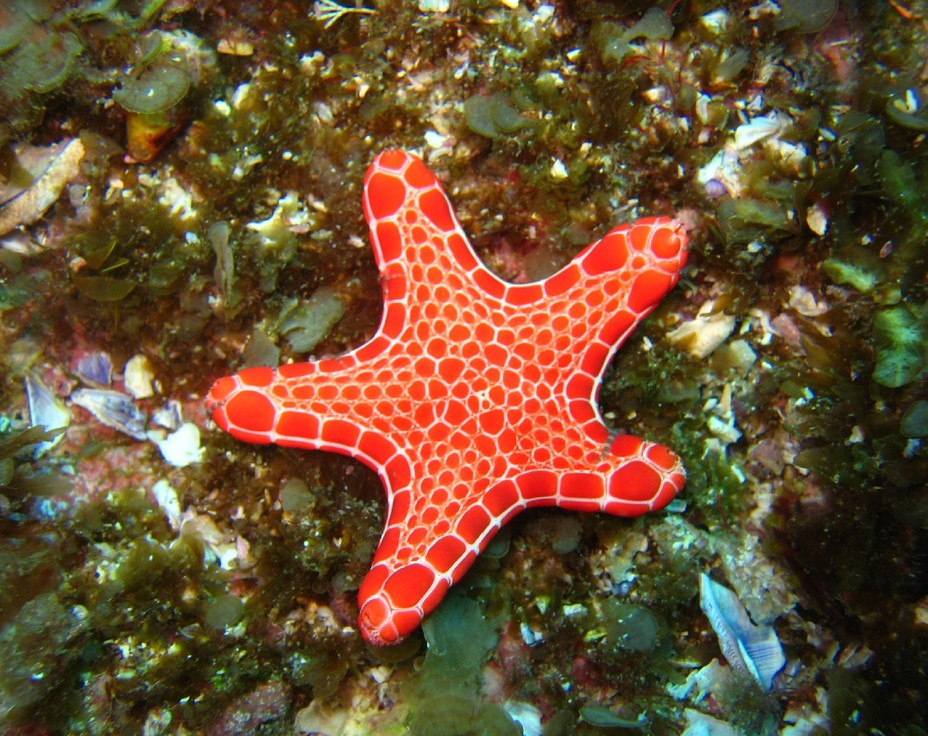
Pentagonaster dubeni
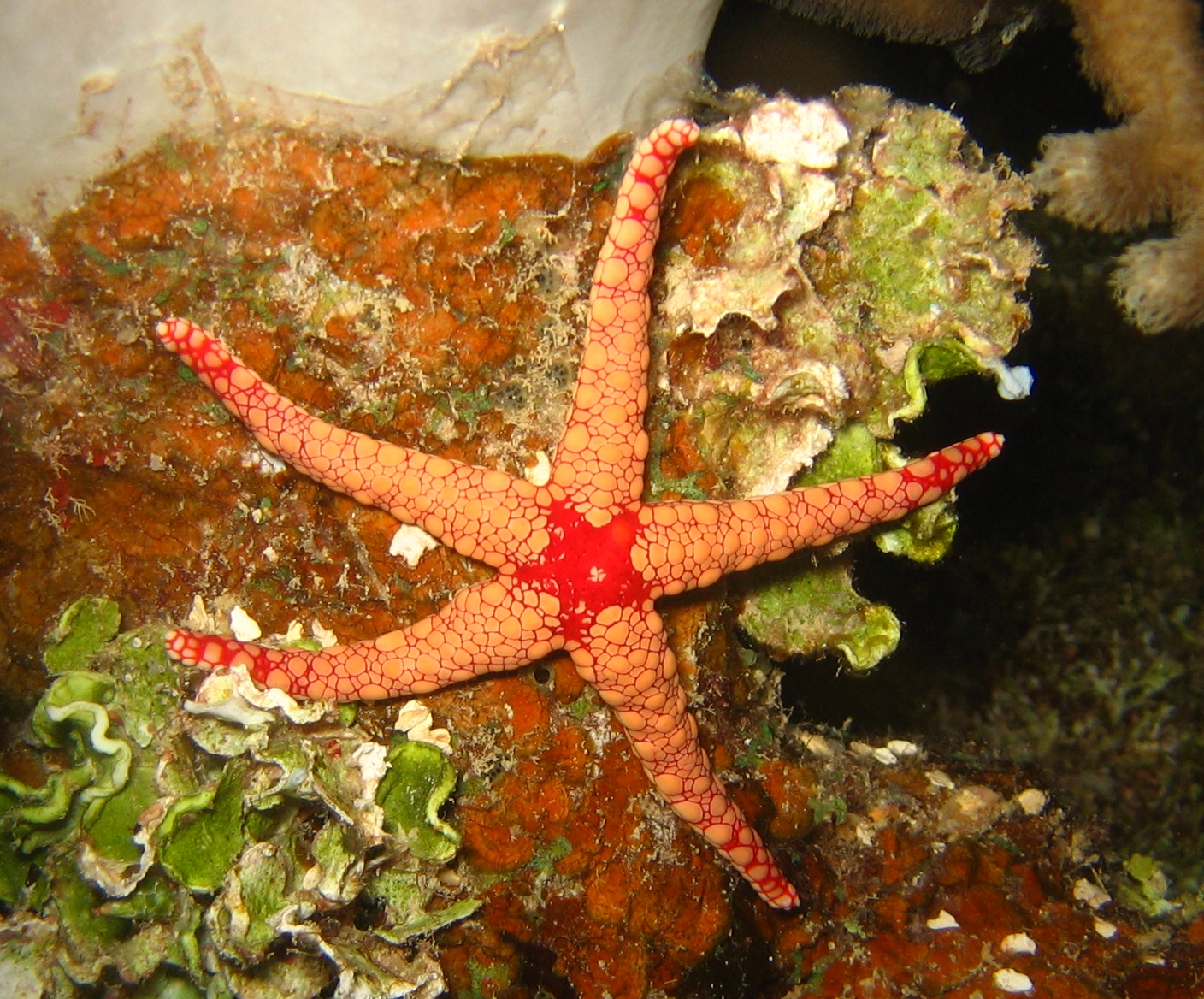
Fromia ghardaqana